# Gaston Reinesch
Gaston Reinesch (Luxemburg, 17 mei 1958) is sinds 1 januari 2013 de president van de Centrale Bank van Luxemburg.

## Biografie
Reinesch haalde een graad in wiskunde en statistiek en heeft een Master of Science in Economics van de London School of Economics. Hij bekleedde verschillende functies bij financiële instellingen alvorens in 1995 directeur-generaal bij het Luxemburgse ministerie van Financiën te worden. Sinds 1 januari 2013 is hij president van de centrale bank van Luxemburg, en daarmee ook lid van Algemene Raad van de Europese Centrale Bank.
Reinesch heeft enkele nevenfuncties waaronder gasthoogleraar aan de universiteit van Luxemburg.